# Sigma Pi
 (février 2020).
Si vous disposez d'ouvrages ou d'articles de référence ou si vous connaissez des sites web de qualité traitant du thème abordé ici, merci de compléter l'article en donnant les références utiles à sa vérifiabilité et en les liant à la section « Notes et références ».

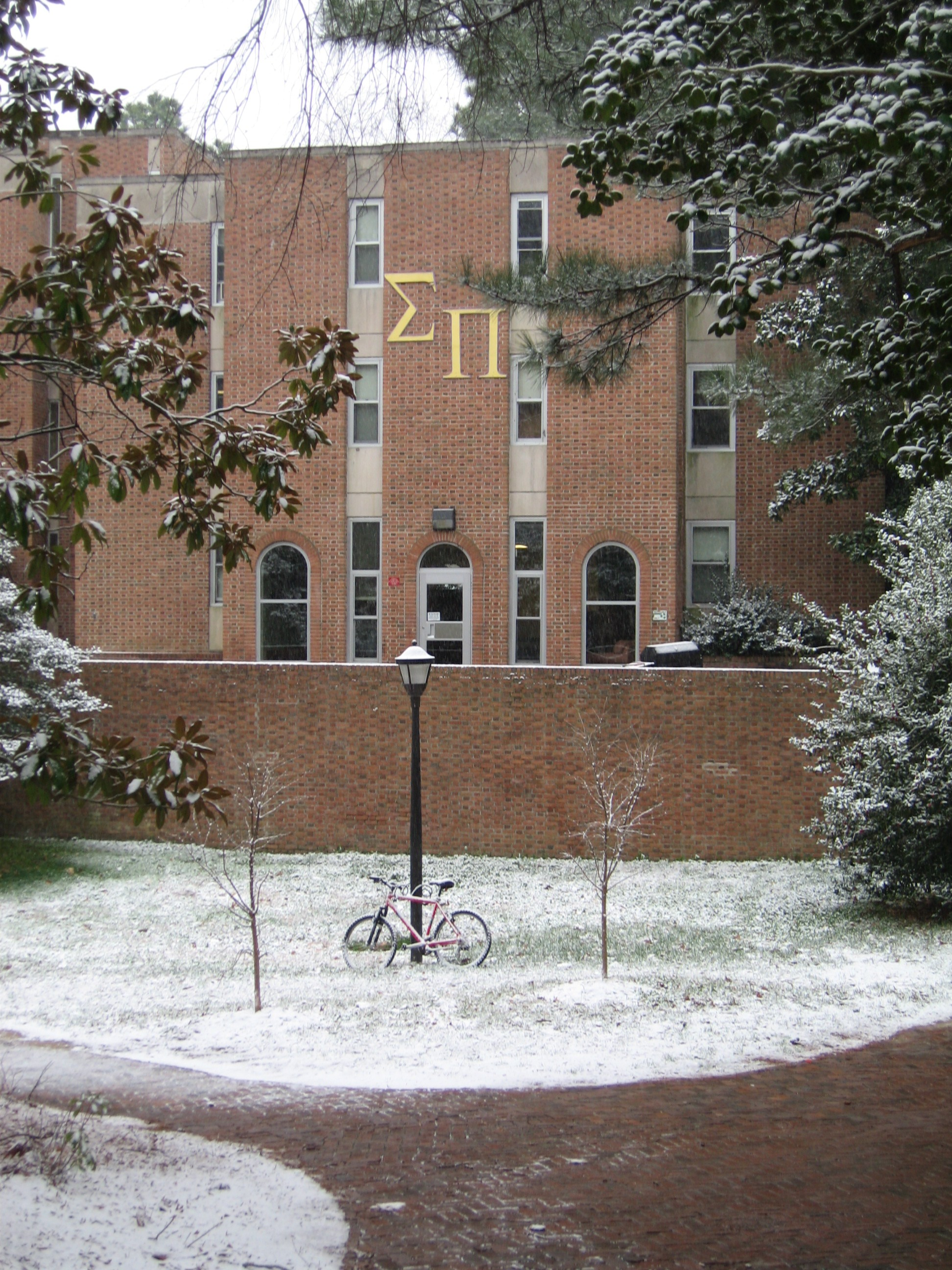
Sigma Pi au Collège de William et Mary.

Sigma Pi (ΣΠ), est une fraternité étudiante internationale fondée en 1897 à la Vincennes University (en) dans l'Indiana.
Basée à Lebanon, dans le Tennessee, Sigma Pi revendique plus de 230 chapitres affiliés.